# Kitara Selmer-Maccaferri
Kitara Selmer-Maccaferri ali romska kitara je vrsta akustične kitare, ki se uporablja predvsem za igranje zvrsti jazz manouche. Oblikoval jo je Italijan Mario Maccaferri za francosko podjetje Selmer. Na njo je tekom svojih najuspešnejših let igral belgijsko-francoski kitarist Django Reinhardt, kar je pripomoglo temu, da je razširjena še danes.

## Opis
Obstajata dve glavni različici:
- zgodnejši model z zvočnico oblike D in 12 prečkami do trupa,
- kasnejši model z zvočnico oblike O in 14 prečkami do trupa.

Poleg teh je možno najti še kopico novejših izvedb, ki nimajo točno take kombinacije lastnosti. Vse kitare imajo po 6 kovinskih strun.